# Liste des joueurs de remplacement dans les Ligues majeures de baseball
Lors de la grève du baseball majeur déclenchée en 1994, les Ligues majeures de baseball avaient pris la décision d'utiliser des briseurs de grève afin de s'assurer que la saison 1995 ait lieu. Parmi les joueurs de remplacement, on retrouvait des joueurs qui n'étaient pas encore éligibles à devenir membres de l'Association des joueurs de la Ligue majeure de baseball (MLBPA) et d'anciens joueurs ayant préalablement pris leur retraite.
Le conflit de travail fut réglé le 2 avril 1995, assurant le retour des joueurs réguliers. 
Il est à noter qu'en 1998, 1999, 2000, 2001, 2002 et 2004, certains joueurs membres d'équipes championnes de la Série mondiale ne sont apparus sur aucun produit promotionnel suivant la conquête du titre par leur club, en raison de leur présence aux camps comme briseurs de grève. Les joueurs en question sont Shane Spencer (des Yankees de New York champions en 1998, 1999 et 2000), Damian Miller (des Diamondbacks de l'Arizona de 2001), Brendan Donnelly (des Angels d'Anaheim de 2002) et Kevin Millar (des Red Sox de Boston de 2004). Aussi, les joueurs de remplacement de 1995 n'apparaissent depuis dans aucun produit sanctionné par l'Association des joueurs, tels les cartes de baseball ou certains jeux vidéo.

## Joueurs de remplacement
Les joueurs apparaissant dans la liste ci-dessous se sont rapportés aux camps d'entraînement des équipes des ligues Américaine et Nationale au printemps 1995, mais n'ont finalement pris part à aucun match régulier en ces circonstances. Ils comptent cependant tous (à l'exception de Joel Chimelis) au moins un match d'expérience dans les grandes ligues au cours de leurs carrières. La liste est par conséquent incomplète.
- Joel Adamson
- Benny Agbayani
- Jay Aldrich
- Scott Anderson
- Bob Ayrault
- Mark Bailey
- Tony Barron
- Pedro Borbon
- Steve Bourgeois
- Dennis Boyd
- Doug Brady
- Mike Busch
- Edgar Caceres
- Joel Chimelis (rappelé des mineures par San Francisco mais n'a jamais joué)
- Mike Christopher
- Alan Cockrell
- Joe Crawford
- Brad Dandridge
- Brian Daubach
- Brendan Donnelly
- Angel Echevarria
- Charles Gipson
- Brian Givens
- Scarborough Green
- Jeff Grotewold
- Jason Hardtke
- Pep Harris
- Matt Herges
- Guillermo Hernandez
- Kevin Hickey
- Matt Howard
- Stan Jefferson
- Brent Knackert
- Chris Latham
- Terry Lee
- Cory Lidle
- Kerry Ligtenberg
- Rich Loiselle
- Eric Ludwick
- Lonnie Maclin
- Ron Mahay
- Rob Mallicoat
- Tom Martin
- Dan Masteller
- Greg Mathews
- Jamie McAndrew
- Walt McKeel
- Craig McMurtry
- Frank Menechino
- Lou Merloni
- Kevin Millar
- Damian Miller
- Jose Mota
- Eddie Oropesa
- Junior Ortiz
- Keith Osik
- Bronswell Patrick
- Dave Pavlas
- Pat Perry
- Dale Polley
- Alex Ramirez
- Lenny Randle
- Rick Reed
- Ron Rightnowar
- Mandy Romero
- Wayne Rosenthal
- Pete Rose, Jr.
- Jeff Schulz
- Nelson Simmons
- Doug Sisk
- Joe Slusarski
- Chuck Smith
- Greg Smith
- Ray Soff
- Shane Spencer
- Bob Stoddard
- Joe Strong
- Pedro Swann
- Jeff Tam
- Lou Thornton
- Brian Tollberg
- Chris Truby
- Doug Vanderweele
- Dave Von Ohlen
- Jamie Walker
- Dana Williams
- Eric Yelding